# 매켄지킹섬

매켄지킹섬(Mackenzie King Island)은 캐나다 북부 퀸엘리자베스 제도에 속한 무인도이다. 멜빌섬의 북쪽, 보든섬의 남쪽에 자리한다. 면적은 5,048km2로 캐나다에서 26번째로 크다. 행정구역 상 대부분이 노스웨스트 준주에 속하나 동쪽 끝부분은 누나부트 준주에 속한다. 1915년 빌햐울뮈르 스테파운손이 처음 탐방했으며, 이름은 캐나다 총리 윌리엄 라이언 매켄지 킹에서 따왔다.